# Павья, Отон
Отон Павья (фр. Automne Pavia; род. 3 января 1989, Перон, Франция) — французская дзюдоистка, выступающая в лёгкой весовой категории до 57 кг. Бронзовый призёр Олимпиады 2012 года.

## Биография
В 2012 году на Олимпийских играх в Лондоне в четвертьфинале победила австрийскую дзюдоистку Сабрину Фильцмозер, но в полуфинале проиграла японке Каори Мацумото (которая стала чемпионкой Олимпиады 2012 года), а в борьбе за третье место победила венгерку Хедвиг Каракаш и завоевала бронзовую медаль в весовой категории до 57 кг.

## Выступления на Олимпиадах
| Олимпиада   | Дисциплина              | Место   |
| ----------- | ----------------------- | ------- |
| Лондон 2012 | дзюдо, женщины до 57 кг | 3 место |